# Jikininki
Jikininki (em japonês: 食人鬼?, lit. "fantasmas devoradores de homens"; pronunciado shokujinki em japonês moderno), na mitologia japonesa e no budismo, são yūrei que levaram uma vida mortal mesquinha e se distinguiram como indivíduos gananciosos e egoístas, sendo amaldiçoados depois a comerem restos humanos.